# Ánh Tuyết
Ánh Tuyết, (sinh ngày 1 tháng 3 năm 1961 ở Hội An), là một ca sĩ Việt Nam, giọng soprano. Bà thành danh với các ca khúc của Văn Cao và tiền chiến.

## Xuất thân và con đường đến với âm nhạc
Ánh Tuyết tên thật là Trần Thị Tiếc, nhưng lúc làm giấy tờ bị ghi sai thành Trần Thị Tiết. Sinh ra trong gia đình hoạt động nghệ thuật (bố dạy nhạc, các anh là nhạc công), Ánh Tuyết có môi trường tiếp xúc nhạc từ nhỏ. Ánh Tuyết bắt đầu hát từ năm lên 3 tuổi, với Tình hoài hương, Tình cố đô.
Ánh Tuyết bắt đầu ca hát chuyên nghiệp từ năm 1969.
1978, Ánh Tuyết đầu quân về đoàn ca múa nhạc Đà Nẵng.
1980, học Nhạc viện Huế. Sau khi ra trường, Ánh Tuyết về đoàn Hải Đăng của Khánh Hoà.
Tháng 7/1993, chị được mời hát trong chương trình riêng của Văn Cao, có sự dự thính của ông. Báo chí sau đó đồng loạt viết về Ánh Tuyết như một hiện tượng trong làng âm nhạc Việt Nam, đặc biệt với những ca khúc của Văn Cao.

## Tâm sự về nhạc Văn Cao
Kỷ niệm 10 năm ngày mất của Văn Cao, Ánh Tuyết phát biểu:
"Tôi làm đêm nhạc Văn Cao như là một cái nghĩa, cái gì đó vô hình và nặng lòng đối với tôi. Nhạc Văn Cao đã cho tôi nhiều thứ. Và nếu tôi không làm chương trình thì các ca sĩ trẻ và khán giả có thể sẽ lãng quên dòng nhạc trong sáng này"
Sau khi được Văn Cao khen: "Đầu đời, nhạc Văn Cao có Kim Tiêu... nhưng lại bị "tiêu" quá sớm. Không ngờ cuối đời nhạc Văn Cao lại có Ánh Tuyết", Ánh Tuyết khiêm tốn trả lời: "Nhưng thưa chú, Ánh Tuyết thì cũng chỉ mới ánh thôi, tuyết rồi thì cũng sẽ tan".

## Khó khăn với kiểm duyệt
Năm 2004, ca sĩ Ánh Tuyết dự định cho giải thể ban nhạc ATB vì có quá ít nhạc tiền chiến được các cơ quan quản lý nhà nước cho phép lưu hành tại Việt Nam lúc đó, không đủ để trình diễn lâu dài. Theo phỏng vấn trên báo Thanh Niên, Ánh Tuyết cho biết "đã có những vị quản lý "bảo thủ", nguyên tắc một cách cứng nhắc. Khán giả yêu cầu Ánh Tuyết hát bài này, bài nọ nhưng tôi không dám hát bởi các nhà quản lý cứ ôm cứng ngắc Danh mục 200 bài hát được phép lưu hành (nếu có bổ sung thì rất chậm)." 

## CD
- Bến cũ
- Ca khúc Văn Cao
- Hát cho yêu thương - Phan Bá Chức
- Cung đàn xưa
- Thằng cuội - Tuyệt phẩm Lê Thương
- Thu quyến rũ - Nhạc Đoàn Chuẩn - Từ Linh
- Hội trùng dương (thu âm trực tiếp ngày 2/11/2001)
- 2005: Đi tìm
- 2005: Suối mơ đến Thiên Thai (thu âm trực tiếp)
- Vol 9: Còn gì cho em - Phạm Thế Mỹ
- Tình phụ - Khê Kinh Kha
- 2010: Bông hồng cái áo, với các ca khúc Phạm Thế Mỹ
- 2011: Ánh Tuyết hát Trịnh Công Sơn CD1 & CD2